# Eleição federal na Alemanha em 2002
As eleições federais na Alemanha foram realizadas a 22 de Setembro de 2002 e, serviram para eleger os 603 deputados para o Bundestag.
Estas eleições foram as mais renhidas desde 1949, havendo um empate técnico entre o Partido Social-Democrata e os dois partidos irmãos de centro-direita, União Democrata-Cristã e União Social-Cristã, com ambos a conquistarem 38,5% dos votos. Apesar deste empate técnico, o SPD tinha uma ligeira vantagem, com cerca de mais 6000 votos de vantagem sobre CDU/CSU, e mais 3 deputados que o centro-direita (251 SPD e 248 CDU/CSU). Inicialmente, o SPD estava em desvantagem nas sondagens, mas graças à sua veemente oposição a uma possível Guerra do Iraque e, a popularidade de Gerhard Schröder em contraponto com a pouca popularidade de Edmund Stoiber, líder da CSU e candidato a chanceler pelo centro-direita, deu a vitória final ao SPD face ao CDU/CSU.
A Aliança 90/Os Verdes, parceiros de governo do SPD, obteve o seu melhor resultado eleitoral, conquistando 8,6% dos votos e 55 deputados, uma subida de 1,9% e 8 deputados em relação a 1998. De referir que, pela primeira vez, os Verdes conquistaram um deputado por método preferencial, eleito num distrito de Berlim. Este bom resultado dos Verdes, significava que a coligação de governo SPD-B'90/GRÜ mantinha a maioria parlamentar.
O Partido Democrático Liberal também obteve um bom resultado, subindo dos 6,2% e 43 deputados de 1998 para 7,4% dos votos e 47 deputados.
Por fim, o Partido do Socialismo Democrático obteve um péssimo resultado, ficando-se apenas pelos 4,0% e 2 deputados, eleitos pelo método preferencial. O PDS saiu prejudicado pelo voto útil em torno do SPD e, também, por divisões internas do partido.
Após as eleições, o governo de coligação entre SPD e Verdes manteve-se no poder e, Gerhard Schröder continuou como chanceler.

## Resultados Oficiais

### Método Proporcional (Lista)
| Partido                     | Partido                           | Partido                           | Lista de Partido | Lista de Partido | Lista de Partido | Lista de Partido | Lista de Partido |
| Partido                     | Partido                           | Partido                           | Votos            | %                | +/-              | Deputados        | +/-              |
| --------------------------- | --------------------------------- | --------------------------------- | ---------------- | ---------------- | ---------------- | ---------------- | ---------------- |
|                             | Partido Social-Democrata          | Partido Social-Democrata          | 18 488 668       | 38,52 / 100,00   | 2,41             | 80 / 304         | 6                |
|                             |                                   | União Democrata-Cristã            | 14 167 561       | 29,52 / 100,00   | 1,12             | 108 / 304        | 16               |
|                             | União Social-Cristã               | 4 315 080                         | 8,99 / 100,00    | 2,25             | 15 / 304         | 6                |                  |
| CDU/CSU                     | CDU/CSU                           | 18 482 641                        | 38,51 / 100,00   | 3,37             | 123 / 304        | 10               |                  |
|                             | Aliança 90/Os Verdes              | Aliança 90/Os Verdes              | 4 110 355        | 8,56 / 100,00    | 1,86             | 54 / 304         | 7                |
|                             | Partido Democrático Liberal       | Partido Democrático Liberal       | 3 538 815        | 7,37 / 100,00    | 1,12             | 47 / 304         | 4                |
| Barreira Eleitoral de 5,00% |                                   |                                   |                  |                  |                  |                  |                  |
|                             | Partido do Socialismo Democrático | Partido do Socialismo Democrático | 1 916 702        | 3,99 / 100,00    | 1,11             | 0 / 304          | 32               |
|                             | Outros (com menos de 1,00%)       | Outros (com menos de 1,00%)       | 1 459 299        | 3,03 / 100,00    |                  | 0 / 304          |                  |
| Votos Inválidos             | Votos Inválidos                   | Votos Inválidos                   | 586 281          |                  |                  |                  |                  |
| Total                       | Total                             | Total                             | 48 582 761       | 100,00 / 100,00  |                  | 304 / 304        | 37               |
| Eleitorado/Participação     | Eleitorado/Participação           | Eleitorado/Participação           | 61 432 868       | 79,08 / 100,00   | 3,12             |                  |                  |
| Fonte                       | Fonte                             | Fonte                             | [ 5 ]            | [ 5 ]            | [ 5 ]            | [ 5 ]            | [ 5 ]            |

### Método Uninominal (Distrito)
| Partido                 | Partido                           | Partido                           | Distrito Eleitoral | Distrito Eleitoral | Distrito Eleitoral | Distrito Eleitoral | Distrito Eleitoral |
| Partido                 | Partido                           | Partido                           | Votos              | %                  | +/-                | Deputados          | +/-                |
| ----------------------- | --------------------------------- | --------------------------------- | ------------------ | ------------------ | ------------------ | ------------------ | ------------------ |
|                         | Partido Social-Democrata          | Partido Social-Democrata          | 20 059 967         | 41,93 / 100,00     | 1,87               | 171 / 299          | 41                 |
|                         |                                   | União Democrata-Cristã            | 15 336 512         | 32,06 / 100,00     | 0,19               | 82 / 299           | 8                  |
|                         | União Social-Cristã               | 4 311 178                         | 9,01 / 100,00      | 1,68               | 43 / 299           | 5                  |                    |
| CDU/CSU                 | CDU/CSU                           | 19 647 690                        | 41,07 / 100,00     | 1,49               | 125 / 299          | 13                 |                    |
|                         | Partido Democrático Liberal       | Partido Democrático Liberal       | 2 752 796          | 5,75 / 100,00      | 2,73               | 0 / 299            | Estável            |
|                         | Aliança 90/Os Verdes              | Aliança 90/Os Verdes              | 2 693 794          | 5,63 / 100,00      | 0,65               | 1 / 299            | 1                  |
|                         | Partido do Socialismo Democrático | Partido do Socialismo Democrático | 2 079 203          | 4,35 / 100,00      | 0,57               | 2 / 299            | 2                  |
|                         | Outros (com menos de 1,00%)       | Outros (com menos de 1,00%)       | 608 274            | 1,28 / 100,00      |                    | 0 / 299            |                    |
| Votos Inválidos         | Votos Inválidos                   | Votos Inválidos                   | 741 037            |                    |                    |                    |                    |
| Total                   | Total                             | Total                             | 48 582 761         | 100,00 / 100,00    |                    | 299 / 299          | 29                 |
| Eleitorado/Participação | Eleitorado/Participação           | Eleitorado/Participação           | 61 432 868         | 79,08 / 100,00     | 3,12               |                    |                    |
| Fonte                   | Fonte                             | Fonte                             | [ 5 ]              | [ 5 ]              | [ 5 ]              | [ 5 ]              | [ 5 ]              |

### Total de Deputados
| Partido | Partido                           | Partido                           | Distrito Eleitoral | Distrito Eleitoral | Lista de Partido | Lista de Partido | Total     | Total |
| Partido | Partido                           | Partido                           | Deputados          | +/-                | Deputados        | +/-              | Deputados | +/-   |
| ------- | --------------------------------- | --------------------------------- | ------------------ | ------------------ | ---------------- | ---------------- | --------- | ----- |
|         | Partido Social-Democrata          | Partido Social-Democrata          | 171 / 299          | 41                 | 80 / 304         | 6                | 251 / 603 | 47    |
|         |                                   | União Democrata-Cristã            | 82 / 299           | 8                  | 108 / 304        | 16               | 190 / 603 | 8     |
|         | União Social-Cristã               | 43 / 299                          | 5                  | 15 / 304           | 6                | 58 / 603         | 11        |       |
| CDU/CSU | CDU/CSU                           | 125 / 299                         | 13                 | 123 / 304          | 10               | 248 / 603        | 3         |       |
|         | Aliança 90/Os Verdes              | Aliança 90/Os Verdes              | 1 / 299            | 1                  | 54 / 304         | 7                | 55 / 603  | 8     |
|         | Partido Democrático Liberal       | Partido Democrático Liberal       | 0 / 299            | Estável            | 47 / 304         | 4                | 47 / 603  | 4     |
|         | Partido do Socialismo Democrático | Partido do Socialismo Democrático | 2 / 299            | 2                  | 0 / 304          | 32               | 2 / 603   | 34    |
|         | Outros (com menos de 1,00%)       | Outros (com menos de 1,00%)       | 0 / 299            |                    | 0 / 304          |                  | 0 / 603   |       |
| Total   | Total                             | Total                             | 299 / 299          | 29                 | 304 / 304        | 37               | 603 / 603 | 66    |
| Fonte   | Fonte                             | Fonte                             | [ 5 ]              | [ 5 ]              | [ 5 ]            | [ 5 ]            | [ 5 ]     | [ 5 ] |

## Resultados por Estado Federal
A tabela de resultados apresentada refere-se aos votos obtidos na lista de partido e, apenas, refere-se a partidos com mais de 1,0% dos votos:
| Estado                           | %    | D   | %       | D       | %    | D   | %   | D   | %    | D   | Votantes   |
| Estado                           | SPD  | SPD | CDU CSU | CDU CSU | GRÜ  | GRÜ | FDP | FDP | PDS  | PDS | Votantes   |
| -------------------------------- | ---- | --- | ------- | ------- | ---- | --- | --- | --- | ---- | --- | ---------- |
| Estado                           |      |     |         |         |      |     |     |     |      |     | Votantes   |
| Baden-Württemberg                | 33,5 | 27  | 42,8    | 34      | 11,4 | 9   | 7,8 | 6   | 1,0  | -   | 6 017 608  |
| Baixa Saxônia                    | 47,8 | 31  | 34,5    | 22      | 7,3  | 5   | 7,1 | 5   | 1,0  | -   | 4 886 327  |
| Baviera                          | 26,1 | 26  | 58,6    | 58      | 7,6  | 7   | 4,5 | 4   | 0,7  | -   | 7 416 233  |
| Berlim                           | 36,6 | 9   | 25,9    | 6       | 14,6 | 4   | 6,6 | 2   | 11,4 | 2   | 1 896 316  |
| Brandemburgo                     | 46,4 | 10  | 22,3    | 4       | 4,5  | 1   | 5,8 | 1   | 17,2 | -   | 1 547 957  |
| Bremen                           | 48,6 | 2   | 24,6    | 1       | 15,0 | 1   | 6,7 | -   | 2,2  | -   | 382 009    |
| Hamburgo                         | 42,0 | 6   | 28,1    | 4       | 16,2 | 2   | 6,8 | 1   | 2,1  | -   | 972 418    |
| Hesse                            | 39,7 | 18  | 37,1    | 17      | 10,7 | 5   | 8,2 | 4   | 1,3  | -   | 3 480 327  |
| Mecklemburgo-Pomerânia Ocidental | 41,7 | 5   | 30,3    | 4       | 3,5  | -   | 5,4 | 1   | 16,3 | -   | 996 580    |
| Renânia do Norte-Vestfália       | 43,0 | 60  | 35,1    | 49      | 8,9  | 12  | 9,4 | 13  | 1,2  | -   | 10 581 411 |
| Renânia-Palatinado               | 38,2 | 12  | 40,3    | 13      | 7,9  | 2   | 9,3 | 3   | 1,0  | -   | 2 441 460  |
| Sarre                            | 46,0 | 4   | 35,0    | 3       | 7,6  | 1   | 6,4 | 1   | 1,4  | -   | 657 158    |
| Saxônia                          | 33,3 | 12  | 33,6    | 13      | 4,6  | 2   | 7,3 | 2   | 16,2 | -   | 2 632 297  |
| Saxônia-Anhalt                   | 43,2 | 10  | 29,0    | 6       | 3,4  | 1   | 7,6 | 1   | 14,4 | -   | 1 451 093  |
| Schleswig-Holstein               | 42,9 | 10  | 36,0    | 8       | 9,4  | 2   | 8,0 | 2   | 1,3  | -   | 1 753 226  |
| Turíngia                         | 39,9 | 9   | 29,4    | 6       | 4,3  | 1   | 5,9 | 1   | 17,0 | -   | 1 470 341  |
| Alemanha                         | 38,5 | 251 | 38,5    | 248     | 8,6  | 55  | 7,4 | 47  | 4,0  | 2   | 48 582 761 |

### Baden-Württemberg
| Partido                 | Partido                           | Votos     | %    | +/-     | Deputados | +/-     |
| ----------------------- | --------------------------------- | --------- | ---- | ------- | --------- | ------- |
|                         | União Democrata-Cristã            | 2 543 789 | 42,8 | 5,0     | 34 / 76   | 2       |
|                         | Partido Social-Democrata          | 1 989 524 | 33,5 | 2,1     | 27 / 76   | 3       |
|                         | Aliança 90/Os Verdes              | 676 342   | 11,4 | 2,2     | 9 / 76    | 1       |
|                         | Partido Democrático Liberal       | 461 801   | 7,8  | 1,0     | 6 / 76    | 1       |
|                         | Os Republicanos                   | 65 462    | 1,1  | 2,9     | 0 / 76    | Estável |
|                         | Partido do Socialismo Democrático | 56 156    | 1,0  | Estável | 0 / 76    | 1       |
|                         | Outros                            | 146 785   | 2,5  |         |           |         |
| Votos Inválidos         | Votos Inválidos                   | 77 749    | 1,1  | 0,1     |           |         |
| Total                   | Total                             | 6 017 608 | 100  |         | 76        | 2       |
| Eleitorado/Participação | Eleitorado/Participação           | 7 418 781 | 81,1 | 2,0     |           |         |

### Baixa Saxônia
| Partido                 | Partido                           | Votos     | %    | +/-     | Deputados | +/- |
| ----------------------- | --------------------------------- | --------- | ---- | ------- | --------- | --- |
|                         | Partido Social-Democrata          | 2 318 625 | 47,8 | 1,6     | 31 / 63   | 4   |
|                         | União Democrata-Cristã            | 1 673 495 | 34,5 | 0,4     | 22 / 63   | 2   |
|                         | Aliança 90/Os Verdes              | 353 644   | 7,3  | 1,4     | 5 / 63    | 1   |
|                         | Partido Democrático Liberal       | 342 990   | 7,1  | 0,7     | 5 / 63    | 1   |
|                         | Partido do Socialismo Democrático | 50 380    | 1,0  | Estável | 0 / 63    | 1   |
|                         | Outros                            | 107 099   | 2,2  |         | 0 / 63    |     |
| Votos Inválidos         | Votos Inválidos                   | 40 094    | 0,7  | 0,1     |           |     |
| Total                   | Total                             | 4 886 327 | 100  |         | 63        | 5   |
| Eleitorado/Participação | Eleitorado/Participação           | 6 035 170 | 81,0 | 2,9     |           |     |

### Baviera
| Partido                 | Partido                     | Votos     | %    | +/-     | Deputados | +/- |
| ----------------------- | --------------------------- | --------- | ---- | ------- | --------- | --- |
|                         | União Social-Cristã         | 4 315 080 | 58,6 | 10,9    | 58 / 95   | 11  |
|                         | Partido Social-Democrata    | 1 922 551 | 26,1 | 8,3     | 26 / 95   | 8   |
|                         | Aliança 90/Os Verdes        | 562 483   | 7,6  | 1,7     | 7 / 95    | 1   |
|                         | Partido Democrático Liberal | 332 675   | 4,5  | 0,6     | 4 / 95    | 1   |
|                         | Outros                      | 229 825   | 3,1  |         | 0 / 95    |     |
| Votos Inválidos         | Votos Inválidos             | 53 619    | 0,6  | Estável |           |     |
| Total                   | Total                       | 7 416 233 | 100  |         | 95        | 2   |
| Eleitorado/Participação | Eleitorado/Participação     | 9 101 493 | 81,5 | 2,9     |           |     |

### Berlim
| Partido                 | Partido                           | Votos     | %    | +/-  | Deputados | +/-  |
| ----------------------- | --------------------------------- | --------- | ---- | ---- | --------- | ---- |
|                         | Partido Social-Democrata          | 685 170   | 36,6 | 1,2  | 9 / 23    | 1    |
|                         | União Democrata-Cristã            | 484 017   | 25,9 | 2,2  | 6 / 23    | 1    |
|                         | Aliança 90/Os Verdes              | 274 008   | 14,6 | 3,3  | 4 / 23    | 1    |
|                         | Partido do Socialismo Democrático | 212 642   | 11,4 | 2,1  | 2 / 23    | 2    |
|                         | Partido Democrático Liberal       | 124 004   | 6,6  | 1,7  | 2 / 23    | 1    |
|                         | Partido Schill                    | 34 481    | 1,8  | Novo | 0 / 23    | Novo |
|                         | Outros                            | 57 811    | 3,1  |      | 0 / 23    |      |
| Votos Inválidos         | Votos Inválidos                   | 24 183    | 1,0  | 0,1  |           |      |
| Total                   | Total                             | 1 896 316 | 100  |      | 23        | 2    |
| Eleitorado/Participação | Eleitorado/Participação           | 2 442 795 | 77,6 | 3,5  |           |      |

### Brandemburgo
| Partido                 | Partido                           | Votos     | %    | +/-  | Deputados | +/-     |
| ----------------------- | --------------------------------- | --------- | ---- | ---- | --------- | ------- |
|                         | Partido Social-Democrata          | 707 871   | 46,4 | 2,5  | 10 / 16   | 2       |
|                         | União Democrata-Cristã            | 339 868   | 22,3 | 1,6  | 4 / 16    | 1       |
|                         | Partido do Socialismo Democrático | 263 228   | 17,2 | 2,8  | 0 / 16    | 4       |
|                         | Partido Democrático Liberal       | 88 685    | 5,8  | 3,0  | 1 / 16    | Estável |
|                         | Aliança 90/Os Verdes              | 68 765    | 4,5  | 1,1  | 1 / 16    | Estável |
|                         | Partido Schill                    | 26 107    | 1,7  | Novo | 0 / 16    | Novo    |
|                         | Partido Nacional Democrático      | 23 271    | 1,5  | 0,7  | 0 / 16    | Estável |
|                         | Outros                            | 8 711     | 0,6  |      | 0 / 16    |         |
| Votos Inválidos         | Votos Inválidos                   | 21 451    | 1,0  | 1,2  |           |         |
| Total                   | Total                             | 1 547 957 | 100  |      | 16        | 7       |
| Eleitorado/Participação | Eleitorado/Participação           | 2 101 025 | 73,7 | 2,0  |           |         |

### Bremen
| Partido                 | Partido                           | Votos   | %    | +/-     | Deputados | +/-     |
| ----------------------- | --------------------------------- | ------- | ---- | ------- | --------- | ------- |
|                         | Partido Social-Democrata          | 183 368 | 48,6 | 1,6     | 2 / 4     | 1       |
|                         | União Democrata-Cristã            | 92 774  | 24,6 | 0,8     | 1 / 4     | Estável |
|                         | Aliança 90/Os Verdes              | 56 632  | 15,0 | 3,7     | 1 / 4     | Estável |
|                         | Partido Democrático Liberal       | 25 306  | 6,7  | 0,8     | 0 / 4     | Estável |
|                         | Partido do Socialismo Democrático | 8 443   | 2,2  | 0,2     | 0 / 4     | Estável |
|                         | Partido Schill                    | 6 406   | 1,7  | Novo    | 0 / 4     | Novo    |
|                         | Outros                            | 4 695   | 1,3  |         | 0 / 4     |         |
| Votos Inválidos         | Votos Inválidos                   | 4 385   | 0,9  | Estável |           |         |
| Total                   | Total                             | 382 009 | 100  |         | 4         | 1       |
| Eleitorado/Participação | Eleitorado/Participação           | 484 493 | 78,9 | 3,2     |           |         |

### Hamburgo
| Partido                 | Partido                           | Votos     | %    | +/-  | Deputados | +/-     |
| ----------------------- | --------------------------------- | --------- | ---- | ---- | --------- | ------- |
|                         | Partido Social-Democrata          | 404 738   | 42,0 | 3,8  | 6 / 13    | 1       |
|                         | União Democrata-Cristã            | 270 318   | 28,1 | 1,9  | 4 / 13    | Estável |
|                         | Aliança 90/Os Verdes              | 156 010   | 16,2 | 5,4  | 2 / 13    | 1       |
|                         | Partido Democrático Liberal       | 65 574    | 6,8  | 0,3  | 1 / 13    | Estável |
|                         | Partido Schill                    | 40 309    | 4,2  | Novo | 0 / 13    | Novo    |
|                         | Partido do Socialismo Democrático | 20 253    | 2,1  | 0,2  | 0 / 13    | Estável |
|                         | Outros                            | 6 236     | 0,6  |      | 0 / 13    |         |
| Votos Inválidos         | Votos Inválidos                   | 8 980     | 0,7  | 0,2  |           |         |
| Total                   | Total                             | 972 418   | 100  |      | 13        |         |
| Eleitorado/Participação | Eleitorado/Participação           | 1 221 783 | 79,6 | 1,5  |           |         |

### Hesse
| Partido                 | Partido                           | Votos     | %    | +/- | Deputados | +/-     |
| ----------------------- | --------------------------------- | --------- | ---- | --- | --------- | ------- |
|                         | Partido Social-Democrata          | 1 355 496 | 39,7 | 1,9 | 18 / 44   | 3       |
|                         | União Democrata-Cristã            | 1 266 054 | 37,1 | 2,4 | 17 / 44   | Estável |
|                         | Aliança 90/Os Verdes              | 366 032   | 10,7 | 2,5 | 5 / 44    | 1       |
|                         | Partido Democrático Liberal       | 280 927   | 8,2  | 0,3 | 4 / 44    | Estável |
|                         | Partido do Socialismo Democrático | 45 891    | 1,3  | 0,2 | 0 / 44    | 1       |
|                         | Outros                            | 99 923    | 2,9  |     | 0 / 44    |         |
| Votos Inválidos         | Votos Inválidos                   | 66 004    | 1,5  | 0,3 |           |         |
| Total                   | Total                             | 3 480 327 | 100  |     | 44        | 3       |
| Eleitorado/Participação | Eleitorado/Participação           | 4 344 854 | 80,1 | 4,1 |           |         |

### Mecklemburgo-Pomerânia Ocidental
| Partido                 | Partido                           | Votos     | %    | +/-  | Deputados | +/-     |
| ----------------------- | --------------------------------- | --------- | ---- | ---- | --------- | ------- |
|                         | Partido Social-Democrata          | 405 415   | 41,7 | 6,4  | 5 / 10    | 2       |
|                         | União Democrata-Cristã            | 294 746   | 30,3 | 1,0  | 4 / 10    | Estável |
|                         | Partido do Socialismo Democrático | 158 823   | 16,3 | 7,3  | 0 / 10    | 4       |
|                         | Partido Democrático Liberal       | 52 816    | 5,4  | 3,2  | 1 / 10    | 1       |
|                         | Aliança 90/Os Verdes              | 34 180    | 3,5  | 0,5  | 0 / 10    | Estável |
|                         | Partido Schill                    | 16 049    | 1,7  | Novo | 0 / 10    | Novo    |
|                         | Outros                            | 11 066    | 1,1  |      | 0 / 10    |         |
| Votos Inválidos         | Votos Inválidos                   | 23 485    | 1,7  | 0,3  |           |         |
| Total                   | Total                             | 996 580   | 100  |      | 10        | 5       |
| Eleitorado/Participação | Eleitorado/Participação           | 1 412 019 | 70,6 | 8,8  |           |         |

### Renânia do Norte-Vestfália
| Partido                 | Partido                           | Votos      | %    | +/-     | Deputados | +/- |
| ----------------------- | --------------------------------- | ---------- | ---- | ------- | --------- | --- |
|                         | Partido Social-Democrata          | 4 499 388  | 43,0 | 3,9     | 60 / 134  | 12  |
|                         | União Democrata-Cristã            | 3 675 732  | 35,1 | 1,3     | 49 / 134  | 3   |
|                         | Partido Democrático Liberal       | 978 841    | 9,4  | 2,1     | 13 / 134  | 2   |
|                         | Aliança 90/Os Verdes              | 930 684    | 8,9  | 2,0     | 12 / 134  | 1   |
|                         | Partido do Socialismo Democrático | 125 446    | 1,2  | Estável | 0 / 134   | 2   |
|                         | Outros                            | 262 469    | 2,5  |         | 0 / 134   |     |
| Votos Inválidos         | Votos Inválidos                   | 108 851    | 0,8  | 0,1     |           |     |
| Total                   | Total                             | 10 581 411 | 100  |         | 134       | 14  |
| Eleitorado/Participação | Eleitorado/Participação           | 13 179 091 | 80,3 | 3,6     |           |     |

### Renânia-Palatinado
| Partido                 | Partido                           | Votos     | %    | +/-     | Deputados | +/-     |
| ----------------------- | --------------------------------- | --------- | ---- | ------- | --------- | ------- |
|                         | União Democrata-Cristã            | 967 011   | 40,3 | 1,2     | 13 / 30   | 2       |
|                         | Partido Social-Democrata          | 918 736   | 38,2 | 3,1     | 12 / 30   | 2       |
|                         | Partido Democrático Liberal       | 223 761   | 9,3  | 2,2     | 3 / 30    | Estável |
|                         | Aliança 90/Os Verdes              | 190 645   | 7,9  | 1,8     | 2 / 30    | Estável |
|                         | Partido do Socialismo Democrático | 24 099    | 1,0  | Estável | 0 / 30    | Estável |
|                         | Os Republicanos                   | 23 450    | 1,0  | 1,2     | 0 / 30    | Estável |
|                         | Outros                            | 55 084    | 2,3  |         | 0 / 30    |         |
| Votos Inválidos         | Votos Inválidos                   | 38 674    | 1,3  | Estável |           |         |
| Total                   | Total                             | 2 441 460 | 100  |         | 30        | 4       |
| Eleitorado/Participação | Eleitorado/Participação           | 3 051 076 | 80,0 | 3,9     |           |         |

### Sarre
| Partido                 | Partido                           | Votos   | %    | +/-     | Deputados | +/-     |
| ----------------------- | --------------------------------- | ------- | ---- | ------- | --------- | ------- |
|                         | Partido Social-Democrata          | 295 521 | 46,0 | 6,4     | 4 / 9     | 1       |
|                         | União Democrata-Cristã            | 224 842 | 35,0 | 3,2     | 3 / 9     | Estável |
|                         | Aliança 90/Os Verdes              | 48 602  | 7,6  | 2,1     | 1 / 9     | 1       |
|                         | Partido Democrático Liberal       | 41 110  | 6,4  | 1,7     | 1 / 9     | 1       |
|                         | Partido do Socialismo Democrático | 9 000   | 1,4  | 0,4     | 0 / 9     | Estável |
|                         | Partido da Família                | 7 225   | 1,1  | Novo    | 0 / 9     | Novo    |
|                         | Outros                            | 16 661  | 2,6  |         | 0 / 9     |         |
| Votos Inválidos         | Votos Inválidos                   | 14 197  | 1,7  | Estável |           |         |
| Total                   | Total                             | 657 158 | 100  |         | 9         | 1       |
| Eleitorado/Participação | Eleitorado/Participação           | 821 218 | 80,0 | 4,9     |           |         |

### Saxônia
| Partido                 | Partido                           | Votos     | %    | +/-  | Deputados | +/-     |
| ----------------------- | --------------------------------- | --------- | ---- | ---- | --------- | ------- |
|                         | União Democrata-Cristã            | 868 167   | 33,6 | 0,9  | 13 / 29   | Estável |
|                         | Partido Social-Democrata          | 861 685   | 33,3 | 4,2  | 12 / 29   | Estável |
|                         | Partido do Socialismo Democrático | 418 329   | 16,2 | 3,8  | 0 / 29    | 8       |
|                         | Partido Democrático Liberal       | 187 759   | 7,3  | 3,6  | 2 / 29    | Estável |
|                         | Aliança 90/Os Verdes              | 119 530   | 4,6  | 0,2  | 2 / 29    | Estável |
|                         | Partido Nacional Democrático      | 36 814    | 1,4  | 0,2  | 0 / 29    | Estável |
|                         | Partido Schill                    | 31 565    | 1,2  | Novo | 0 / 29    | Novo    |
|                         | Os Republicanos                   | 26 190    | 1,0  | 0,9  | 0 / 29    | Estável |
|                         | Outros                            | 37 061    | 1,5  |      | 0 / 29    |         |
| Votos Inválidos         | Votos Inválidos                   | 45 197    | 1,3  | 0,1  |           |         |
| Total                   | Total                             | 2 632 297 | 100  |      | 29        | 8       |
| Eleitorado/Participação | Eleitorado/Participação           | 3 571 995 | 73,7 | 8,0  |           |         |

### Saxônia-Anhalt
| Partido                 | Partido                           | Votos     | %    | +/- | Deputados | +/-     |
| ----------------------- | --------------------------------- | --------- | ---- | --- | --------- | ------- |
|                         | Partido Social-Democrata          | 618 016   | 43,2 | 5,1 | 10 / 18   | 3       |
|                         | União Democrata-Cristã            | 415 486   | 29,0 | 1,8 | 6 / 18    | Estável |
|                         | Partido do Socialismo Democrático | 206 129   | 14,4 | 6,3 | 0 / 18    | 5       |
|                         | Partido Democrático Liberal       | 108 267   | 7,6  | 3,5 | 1 / 18    | Estável |
|                         | Aliança 90/Os Verdes              | 48 574    | 3,4  | 0,1 | 1 / 18    | Estável |
|                         | Partido Nacional Democrático      | 14 296    | 1,0  | 0,7 | 0 / 18    | Estável |
|                         | Partido dos Direitos Animais      | 13 950    | 1,0  | -   | 0 / 18    | -       |
|                         | Outros                            | 34 118    | 0,4  |     | 0 / 18    |         |
| Votos Inválidos         | Votos Inválidos                   | 20 503    | 1,0  | 0,2 |           |         |
| Total                   | Total                             | 1 451 093 | 100  |     | 18        | 8       |
| Eleitorado/Participação | Eleitorado/Participação           | 2 108 941 | 68,8 | 8,3 |           |         |

### Schleswig-Holstein
| Partido                 | Partido                           | Votos     | %    | +/-     | Deputados | +/-     |
| ----------------------- | --------------------------------- | --------- | ---- | ------- | --------- | ------- |
|                         | Partido Social-Democrata          | 743 838   | 42,9 | 2,5     | 10 / 22   | 1       |
|                         | União Democrata-Cristã            | 625 100   | 36,0 | 0,3     | 8 / 22    | 1       |
|                         | Aliança 90/Os Verdes              | 162 425   | 9,4  | 2,9     | 2 / 22    | Estável |
|                         | Partido Democrático Liberal       | 139 417   | 8,0  | 0,4     | 2 / 22    | Estável |
|                         | Partido Schill                    | 26 294    | 1,5  | Novo    | 0 / 22    | Novo    |
|                         | Partido do Socialismo Democrático | 22 579    | 1,3  | Estável | 0 / 22    | Estável |
|                         | Outros                            | 15 306    | 0,8  |         | 0 / 22    |         |
| Votos Inválidos         | Votos Inválidos                   | 18 267    | 0,8  | 0,3     |           |         |
| Total                   | Total                             | 1 753 226 | 100  |         | 22        | 2       |
| Eleitorado/Participação | Eleitorado/Participação           | 2 172 756 | 80,7 | 1,7     |           |         |

### Turíngia
| Partido                 | Partido                           | Votos     | %    | +/-  | Deputados | +/-     |
| ----------------------- | --------------------------------- | --------- | ---- | ---- | --------- | ------- |
|                         | Partido Social-Democrata          | 578 726   | 39,9 | 5,5  | 9 / 17    | 2       |
|                         | União Democrata-Cristã            | 426 162   | 29,4 | 0,6  | 6 / 17    | 1       |
|                         | Partido do Socialismo Democrático | 245 789   | 17,0 | 4,2  | 0 / 17    | 5       |
|                         | Partido Democrático Liberal       | 84 882    | 5,9  | 2,5  | 1 / 17    | Estável |
|                         | Aliança 90/Os Verdes              | 61 799    | 4,3  | 0,4  | 1 / 17    | Estável |
|                         | Partido Schill                    | 18 298    | 1,3  | Novo | 0 / 17    | Novo    |
|                         | Outros                            | 34 043    | 2,4  |      | 0 / 17    |         |
| Votos Inválidos         | Votos Inválidos                   | 20 642    | 1,1  | 0,2  |           |         |
| Total                   | Total                             | 1 470 341 | 100  |      | 17        | 8       |
| Eleitorado/Participação | Eleitorado/Participação           | 1 965 378 | 74,8 | 7,5  |           |         |